# Zij gelooft in mij
Zij gelooft in mij is een lied met tekst van de Nederlandse zanger André Hazes. Het lied is een cover van She believes in me van Steve Gibb uit 1978, bekend geworden door Kenny Rogers. Will Tura bracht het nummer in 1979 uit. Het werd in 1981 uitgebracht op de elpee Gewoon André. De versie van Hazes werd daarna uitgevoerd door meerdere Nederlandstalige artiesten, onder wie Do, Jah6, Nobilé, Jan Smit en ook André Hazes jr. Hazes sr. heeft het ook in duetvorm gezongen met Xander de Buisonjé.
André Hazes schreef zelf de nieuwe tekst voor deze cover. Zij gelooft in mij gaat over de relatie van de zanger met zijn partner, die in de talenten van haar partner gelooft. Daartegenover staat zijn eigen mening ("ik schrijf m'n eigen lied totdat iemand mij ontdekt") en handelen ("ik ben weer blijven hangen in de kroeg"). Ook de liefde komt aan bod ("zolang we dromen (...) dan vergeet je snel deze nacht"). De partner in deze is Hazes' toenmalige tweede vrouw Ellen.

## Hazes sr.

### Single
In 1999 kende de carrière van Hazes de zoveelste opleving door zijn rol als altijd-gewoon-gebleven artiest in een reclamespotje voor knakworstjes en door een daar sterk op gelijkende documentaire van John Appel, getiteld Zij gelooft in mij. De film liet Hazes zien als een constant door onzekerheid geplaagde artiest die in tijden van spanning een grote belasting voor zijn omgeving vormde. De huwelijksperikelen die hiervan het gevolg waren, doken regelmatig op in de roddelpers, waarin Hazes nu behalve als drankorgel ook als slechte echtgenoot werd afgeschilderd. Wellicht als gevolg daarvan werd een nieuwe versie van Zij gelooft in mij opgenomen voor het album Want ik hou van jou (2000). Het werd toen ook uitgegeven als single, maar de verkoop kwam niet echt van de grond. De single kwam niet hoger dan nummer 50 in de Nederlandse Single Top 100. 
Op 23 september 2004 overleed Hazes op 53-jarige leeftijd. Vanaf het moment dat het overlijden van de zanger bekend werd, stegen de verkoopcijfers van zijn werk. Ook de verkoop van de single Zij gelooft in mij liet een plotseling stijgende lijn te zien. Het plaatje kwam meteen (2 oktober 2004, hij overleed 23 september) op nummer 1 in zowel de Nederlandse Top 40 als de Nederlandse Single Top 100, daarna zakte ze weer langzaam weg. Na zeven weken was de single alweer uit de Top 40 verdwenen, waarmee hij geschiedenis schreef: het was de kortst genoteerde nummer 1-hit aller tijden, en een van de minst succesvolle nummer 1-hits.. In de Single Top 100 stond de single 17 weken genoteerd in 2004. Ook België liet zich meeslepen. Het stond zestien weken in de Ultratop 50, waarvan twee weken op nummer 1. Het is sinds het begin van de Radio 2 Top 2000 een vaste gast in de lijst. 

### Hitnoteringen

#### Nederlandse Top 40
| Hitnotering: 09-10-2004 t/m 20-11-2004 | Hitnotering: 09-10-2004 t/m 20-11-2004 | Hitnotering: 09-10-2004 t/m 20-11-2004 | Hitnotering: 09-10-2004 t/m 20-11-2004 | Hitnotering: 09-10-2004 t/m 20-11-2004 | Hitnotering: 09-10-2004 t/m 20-11-2004 | Hitnotering: 09-10-2004 t/m 20-11-2004 | Hitnotering: 09-10-2004 t/m 20-11-2004 | Hitnotering: 09-10-2004 t/m 20-11-2004 |
| Week:                                  | 1                                      | 2                                      | 3                                      | 4                                      | 5                                      | 6                                      | 7                                      |                                        |
| -------------------------------------- | -------------------------------------- | -------------------------------------- | -------------------------------------- | -------------------------------------- | -------------------------------------- | -------------------------------------- | -------------------------------------- | -------------------------------------- |
| Positie:                               | 1                                      | 1                                      | 2                                      | 4                                      | 6                                      | 17                                     | 33                                     | uit                                    |

#### NederlandseSingle Top 100
| Hitnotering: (Week 1 t/m 8) 22-01-2000 t/m 11-03-2000 Hitnotering: (Week 9 t/m 25) 02-10-2004 t/m 22-01-2005 | Hitnotering: (Week 1 t/m 8) 22-01-2000 t/m 11-03-2000 Hitnotering: (Week 9 t/m 25) 02-10-2004 t/m 22-01-2005 | Hitnotering: (Week 1 t/m 8) 22-01-2000 t/m 11-03-2000 Hitnotering: (Week 9 t/m 25) 02-10-2004 t/m 22-01-2005 | Hitnotering: (Week 1 t/m 8) 22-01-2000 t/m 11-03-2000 Hitnotering: (Week 9 t/m 25) 02-10-2004 t/m 22-01-2005 | Hitnotering: (Week 1 t/m 8) 22-01-2000 t/m 11-03-2000 Hitnotering: (Week 9 t/m 25) 02-10-2004 t/m 22-01-2005 | Hitnotering: (Week 1 t/m 8) 22-01-2000 t/m 11-03-2000 Hitnotering: (Week 9 t/m 25) 02-10-2004 t/m 22-01-2005 | Hitnotering: (Week 1 t/m 8) 22-01-2000 t/m 11-03-2000 Hitnotering: (Week 9 t/m 25) 02-10-2004 t/m 22-01-2005 | Hitnotering: (Week 1 t/m 8) 22-01-2000 t/m 11-03-2000 Hitnotering: (Week 9 t/m 25) 02-10-2004 t/m 22-01-2005 | Hitnotering: (Week 1 t/m 8) 22-01-2000 t/m 11-03-2000 Hitnotering: (Week 9 t/m 25) 02-10-2004 t/m 22-01-2005 | Hitnotering: (Week 1 t/m 8) 22-01-2000 t/m 11-03-2000 Hitnotering: (Week 9 t/m 25) 02-10-2004 t/m 22-01-2005 | Hitnotering: (Week 1 t/m 8) 22-01-2000 t/m 11-03-2000 Hitnotering: (Week 9 t/m 25) 02-10-2004 t/m 22-01-2005 | Hitnotering: (Week 1 t/m 8) 22-01-2000 t/m 11-03-2000 Hitnotering: (Week 9 t/m 25) 02-10-2004 t/m 22-01-2005 | Hitnotering: (Week 1 t/m 8) 22-01-2000 t/m 11-03-2000 Hitnotering: (Week 9 t/m 25) 02-10-2004 t/m 22-01-2005 | Hitnotering: (Week 1 t/m 8) 22-01-2000 t/m 11-03-2000 Hitnotering: (Week 9 t/m 25) 02-10-2004 t/m 22-01-2005 | Hitnotering: (Week 1 t/m 8) 22-01-2000 t/m 11-03-2000 Hitnotering: (Week 9 t/m 25) 02-10-2004 t/m 22-01-2005 |
| Week: | 1 | 2 | 3 | 4 | 5 | 6 | 7 | 8 | | 9 | 10 | 11 | 12 | 13 |
| --- | --- | --- | --- | --- | --- | --- | --- | --- | --- | --- | --- | --- | --- | --- |
| Positie: | 69 | 53 | 50 | 52 | 56 | 62 | 67 | 78 | uit | 1 | 1 | 1 | 2 | 3 |
| Week: | 14 | 15 | 16 | 17 | 18 | 19 | 20 | 21 | 22 | 23 | 24 | 25 | | |
| Positie: | 4 | 16 | 22 | 24 | 25 | 26 | 34 | 29 | 29 | 37 | 46 | 86 | uit | |

#### Evergreen Top 1000
| Evergreen Top 1000 "Zij Gelooft In Mij" | Evergreen Top 1000 "Zij Gelooft In Mij" | Evergreen Top 1000 "Zij Gelooft In Mij" | Evergreen Top 1000 "Zij Gelooft In Mij" | Evergreen Top 1000 "Zij Gelooft In Mij" | Evergreen Top 1000 "Zij Gelooft In Mij" | Evergreen Top 1000 "Zij Gelooft In Mij" | Evergreen Top 1000 "Zij Gelooft In Mij" | Evergreen Top 1000 "Zij Gelooft In Mij" | Evergreen Top 1000 "Zij Gelooft In Mij" | Evergreen Top 1000 "Zij Gelooft In Mij" |
| Jaar                                    | 2008                                    | 2009                                    | 2010                                    | 2011                                    | 2012                                    | 2013                                    | 2014                                    | 2015                                    | 2016                                    | 2017                                    |
| --------------------------------------- | --------------------------------------- | --------------------------------------- | --------------------------------------- | --------------------------------------- | --------------------------------------- | --------------------------------------- | --------------------------------------- | --------------------------------------- | --------------------------------------- | --------------------------------------- |
| Positie                                 | 47                                      | -                                       | -                                       | -                                       | 334                                     | 463                                     | 370                                     | 300                                     | 661                                     | 429                                     |

#### NPO Radio 2 Top 2000
| Nummer met noteringen in de NPO Radio 2 Top 2000 | '03  | '04 | '05 | '06 | '07 | '08 | '09 | '10 | '11 | '12 | '13 | '14 | '15 | '16 | '17 | '18 | '19 | '20 | '21 | '22 | '23 | '24 |
| ------------------------------------------------ | ---- | --- | --- | --- | --- | --- | --- | --- | --- | --- | --- | --- | --- | --- | --- | --- | --- | --- | --- | --- | --- | --- |
| Zij gelooft in mij                               | 1039 | 30  | 62  | 101 | 291 | 123 | 215 | 192 | 208 | 169 | 187 | 275 | 283 | 256 | 254 | 254 | 240 | 253 | 245 | 364 | 378 | 386 |

1. ↑  Een vetgedrukt getal geeft de hoogste notering aan.
2. ↑  2003 was het eerste jaar met een notering voor dit nummer.

## Jah6
In 2011 maakte Jah6 een reggaeversie van het nummer. Het nummer kwam op 30 april 2011 binnen op nummer 59 in de Nederlandse Single Top 100.

### Hitnotering

#### NederlandseSingle Top 100
| Hitnotering: (Week 1) 30-04-2011 Hitnotering: (Week 2 t/m 4) 14-05-2011 t/m 28-05-2011 | Hitnotering: (Week 1) 30-04-2011 Hitnotering: (Week 2 t/m 4) 14-05-2011 t/m 28-05-2011 | Hitnotering: (Week 1) 30-04-2011 Hitnotering: (Week 2 t/m 4) 14-05-2011 t/m 28-05-2011 | Hitnotering: (Week 1) 30-04-2011 Hitnotering: (Week 2 t/m 4) 14-05-2011 t/m 28-05-2011 | Hitnotering: (Week 1) 30-04-2011 Hitnotering: (Week 2 t/m 4) 14-05-2011 t/m 28-05-2011 | Hitnotering: (Week 1) 30-04-2011 Hitnotering: (Week 2 t/m 4) 14-05-2011 t/m 28-05-2011 | Hitnotering: (Week 1) 30-04-2011 Hitnotering: (Week 2 t/m 4) 14-05-2011 t/m 28-05-2011 |
| Week:                                                                                  | 1                                                                                      |                                                                                        | 2                                                                                      | 3                                                                                      | 4                                                                                      |                                                                                        |
| -------------------------------------------------------------------------------------- | -------------------------------------------------------------------------------------- | -------------------------------------------------------------------------------------- | -------------------------------------------------------------------------------------- | -------------------------------------------------------------------------------------- | -------------------------------------------------------------------------------------- | -------------------------------------------------------------------------------------- |
| Positie:                                                                               | 59                                                                                     | uit                                                                                    | 12                                                                                     | 37                                                                                     | 59                                                                                     | uit                                                                                    |

## Do
In 2011 vertolkte Do het lied in het televisieprogramma De beste zangers van Nederland. Ze veranderde "zij" in "hij", zodat de titel Hij gelooft in mij werd. Het nummer werd na de uitzending veel gedownload, waardoor het op 14 mei 2011 op nummer 1 in de Nederlandse Single Top 100 binnenkwam. Op 16 juli kreeg Do tijdens haar show in Hengelo een gouden plaat uitgereikt door Wolter Kroes voor het nummer, aangezien de single meer dan 10.000 keer was gedownload.

### Hitnoteringen

#### Nederlandse Top 40
| Positie: | 19 | 16 | 16 | 16 | 20 | 26 | 35 | 38 | uit |

#### NederlandseSingle Top 100
| Hitnotering: 15-05-2011 t/m 23-07-2011 | Hitnotering: 15-05-2011 t/m 23-07-2011 | Hitnotering: 15-05-2011 t/m 23-07-2011 | Hitnotering: 15-05-2011 t/m 23-07-2011 | Hitnotering: 15-05-2011 t/m 23-07-2011 | Hitnotering: 15-05-2011 t/m 23-07-2011 | Hitnotering: 15-05-2011 t/m 23-07-2011 | Hitnotering: 15-05-2011 t/m 23-07-2011 | Hitnotering: 15-05-2011 t/m 23-07-2011 | Hitnotering: 15-05-2011 t/m 23-07-2011 | Hitnotering: 15-05-2011 t/m 23-07-2011 | Hitnotering: 15-05-2011 t/m 23-07-2011 | Hitnotering: 15-05-2011 t/m 23-07-2011 |
| Week:                                  | 1                                      | 2                                      | 3                                      | 4                                      | 5                                      | 6                                      | 7                                      | 8                                      | 9                                      | 10                                     | 11                                     |                                        |
| -------------------------------------- | -------------------------------------- | -------------------------------------- | -------------------------------------- | -------------------------------------- | -------------------------------------- | -------------------------------------- | -------------------------------------- | -------------------------------------- | -------------------------------------- | -------------------------------------- | -------------------------------------- | -------------------------------------- |
| Positie:                               | 1                                      | 2                                      | 4                                      | 7                                      | 23                                     | 30                                     | 39                                     | 46                                     | 65                                     | 71                                     | 53                                     | uit                                    |

## Andere versies
- In 2021 bracht Hape Kerkeling onder de titel Glaub an dich een Duitstalige cover uit. [3]